# Square Enix Image Studio Division
A Square Enix Image Studio Division (株式会社スクウェア・エニックス イメージ・スタジオ部, Kabushiki Gaisha Sukuwea Enikkusu imēji Sutajio Bu) é uma empresa japonesa de computação gráfica que trabalha na criação de animações para os produtos da Square Enix. A companhia foi fundada em 1º de abril de 2021 a partir da fusão da Visual Works e Image Arts, antigas divisões da empresa. A Image Studio Division é responsável pela criação de vídeos pré-renderizadas de títulos da Square Enix, com suas predecessoras tendo trabalhado em jogos desde Final Fantasy VII e produzido os longa-metragens Final Fantasy VII: Advent Children e Kingsglaive: Final Fantasy XV.

## História
A Visual Works, predecessora da Square Enix Image Studio Division, foi fundada em 1997 como uma subsidiária da desenvolvedora e publicadora japonesa de jogos eletrônicos Square. O primeiro projeto da nova companhia foi a criação das cenas pré-renderizadas de Final Fantasy VII. Ela continuou a produzir cenas para os títulos da empresa, permanecendo como uma subsidiária depois da fusão da Square com a Enix em 2003 que resultou na criação da Square Enix em 2003. A Visual Works expandiu para trabalhar em outros jogos e franquias publicadas pela Square Enix depois desta ter adquirido a Taito Corporation e a Eidos Interactive.
Além da produção de cenas pré-renderizadas em diversos jogos eletrônicos, a Visual Works também já produziu por conta própria dois longa-metragens realizados em computação gráfica: o primeiro foi Final Fantasy VII: Advent Children em 2005, enquanto o segundo foi Kingsglaive: Final Fantasy XV em 2016.
A Visual Works foi fundida em 1º de abril de 2021 com a Image Arts Division para criar a Square Enix Image Studio Divisio. O objetivo era unir ativos e tecnologias das duas empresas a fim de permitir uma pesquisa e desenvolvimento mais rápidos na criação de imagens em computação gráfica.